# Тіетани

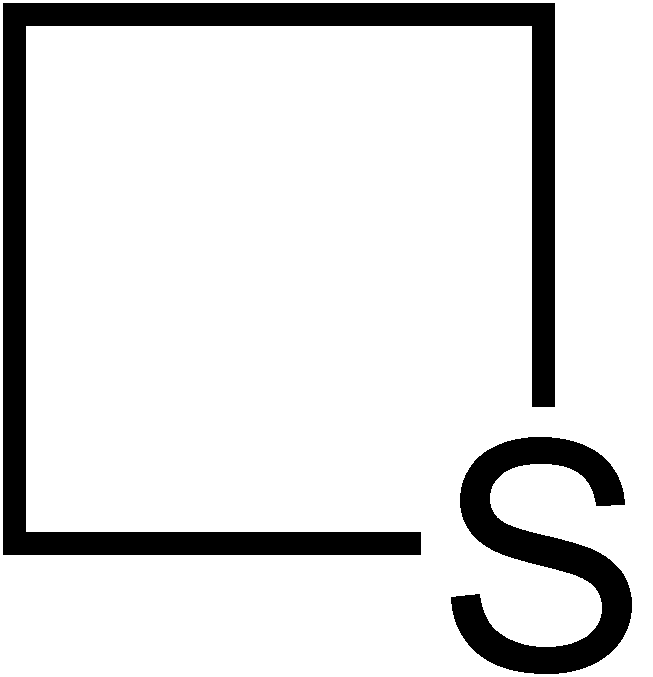
Загальна структура тіетанів

Тіета́ни (англ. thietanes) — чотиричленні сірковмісні гетероциклічні сполуки, похідні триметиленсульфіду.
Полімеризуються на світлі, швидше — в присутності кислот Льюїса. При дії брому, HgCl2 утворюють аддукти по атомові сірки, десульфуються при дії нікелю Ренея.